# بخش کوسن-کور-سور-لوار
بخش کوسن-کور-سور-لوار (به فرانسوی: Arrondissement de Cosne-Cours-sur-Loire) یک بخش در فرانسه است که در نی‌یور واقع شده‌است.